# Interlevkin-1
Interlevkín-1, krajš. IL-1, je skupinsko ime za družino enajstih interlevkinov, ki jih izločajo aktivirani makrofagi, endotelijske celice, keratinociti, astrociti in mikroglija.
Gre za citokine, ki sprožajo zapleteno verigo provnetnih citokinov ter preko izražanja integrinov na levkocitih in endotelijskih celicah prožijo in uravnavajo vnetne odgovore.
Med vsemi interlevkini-1 sta najbolj preučevana interlevkin-1α in interlevkih-1β, saj sta bila odkrita najprej ter tudi izkazujeta najmočnejši provnetni učinek. Njun naravni antagonist je antagonist receptorjev za interlevkin-1 (IL-1Ra); vsi trije se vežejo na receptor za interlevkin-1 ter tekmujejo za ista vezavna mesta.